# با تو رفتم، بی تو باز آمدم
دل دیوانه یا با تو رفتم، بی‌تو باز آمدم یکی از ترانه‌های معروف در ایران با شعری از رهی معیری است. این ترانه را الهه و ویگن اجرا کرده‌اند. تنظیم آهنگ احتمالاً از جواد معروفی یا خاچاطور آداویسیان است.